# Missa Cellensis in honorem Beatissimae Virginis Mariae
De Missa Cellensis in honorem Beatissimae Virginis Mariae, kortweg ook Missa Cellensis in honorem BVM of Missa Cellensis, maar ook bekend als Missa Sanctae Caeciliae (en vandaar ook als Ceciliamis) (Hob. XXII:5), is een mis gecomponeerd door Joseph Haydn. Het Kyrie en Christe uit het Kyrie) zijn overgeleverd in een autograaf uit 1766, andere delen in autograaf dateren uit de periode 1769-1773. Waarschijnlijk is het werk in twee fases gecomponeerd, met een tussenperiode van verschillende jaren.
Haydn schreef in totaal 15 missen (zie Missen van Joseph Haydn); de  Missa Cellensis in honorem Beatissimae Virginis Mariae  is de vijfde mis die hij componeerde.

## Ontstaansgeschiedenis en (bij)naam

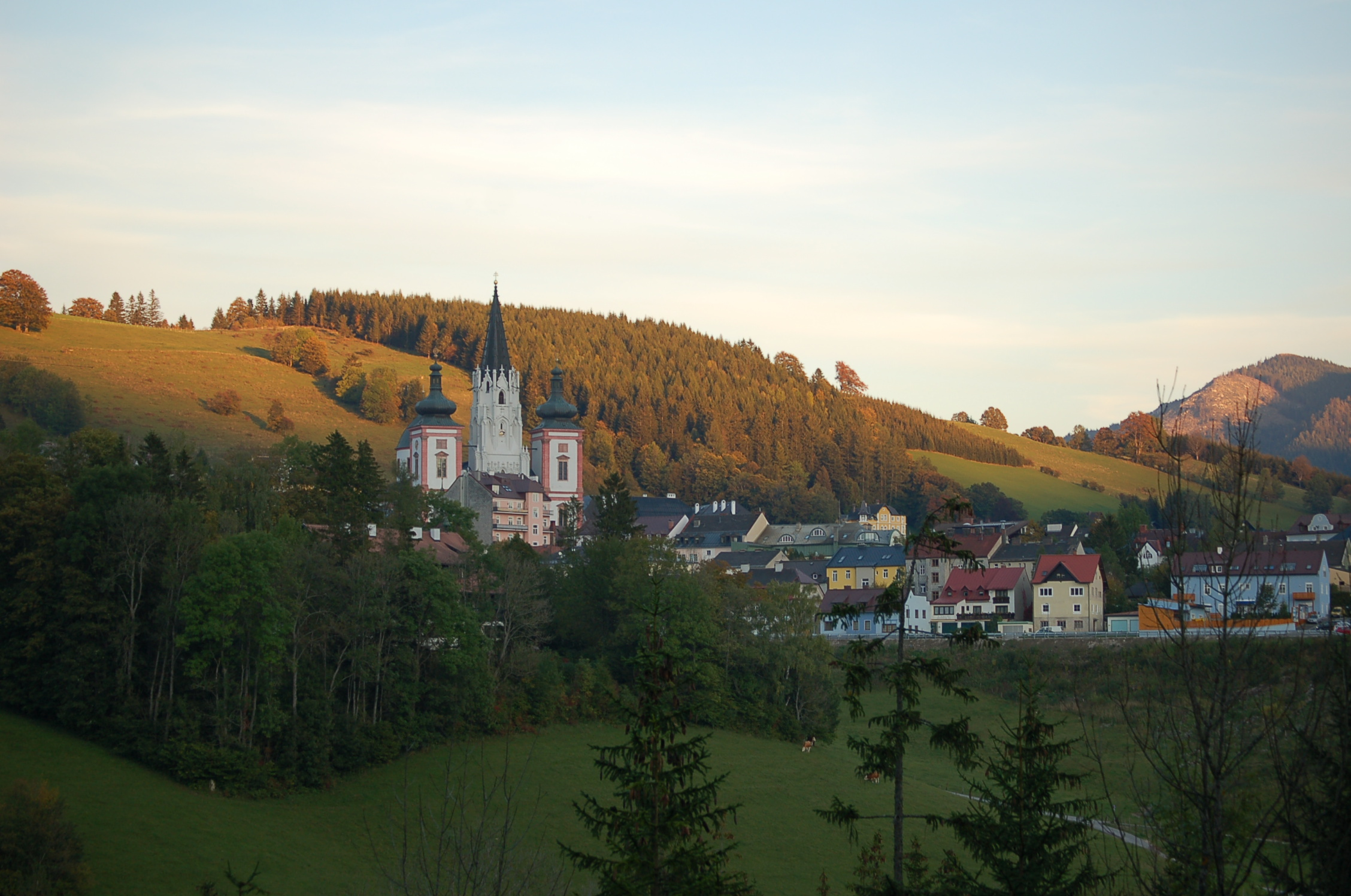
Mariazell, Stiermarken/Oostenrijk

Vanaf rond 1800 was deze mis bekend als de Missa Sanctae Caecilia (Ceciliamis); in de Nationale Bibliotheek van Oostenrijk wordt een manuscript bewaard dat deze naamgeving verantwoordde. Inmiddels is bekend dat de opdracht aan de heilige een 19e-eeuwse toevoeging is. In 1975 werd in Roemenië echter een fragment van de autograaf gevonden met het titelblad en het eerste Kyrie en het Christe uit het Kyrie. De afgekorte titel Missa Cellensis verbindt de mis met de pelgrimskerk te Mariazell in (de nu deelstaat) Stiermarken. Mariazell is een van de belangrijkste katholieke bedevaartsoorden voor de verering van de Heilige Maagd (Maria in der Zelle(rtal), waarbij Celle=Zell; vandaar het Latijnse Cellensis); ook Haydn ging er te bedevaart. Haydn had mis onder die titel opgenomen in zijn Entwurf-Katalog, maar men heeft deze mis lang aangezien voor de andere Missa Cellensis uit 1782, bijgenaamd de Mariazeller Mis.
De autograaf uit 1766 omvat de genoemde delen uit het Kyrie. Twee andere autograaffragmenten, nu in de Esterházy Archieven van de Nationale Széchényi Bibliotheek in Boedapest, bevatten een deel van het Benedictus (maat 90-123 gevolgd door de eerste maat van het Osanna met de opmerking 'muß ausgeschreiebn werden') en het Dona nobis pacem uit het Agnus Dei. Gedocumenteerd bewijs en bepaalde stilistische overwegingen doen vermoeden dat deze delen rond 1773 zijn gecomponeerd. Daarmee zou de mis in twee stappen zijn gecomponeerd, met een aantal jaren tussen beide momenten.
De opbouw van het werk kan een verklaring zijn voor deze twee fases. De Missa Cellensis in honorem BVM is een zogenaamde missa solemnis of missa longa in Italiaanse stijl, Haydns enige mis van dit type. De tekst van de mis is in dit type mis, een cantate mis, getoonzet in een serie afzonderlijke soli- en tuttidelen, en de uitgebreide toonzettingen omvatten veelal alleen het Kyrie en het Gloria (tezamen een kleine minuten). Haydn zou het eerdere gedeelte als een afgerond geheel beschouwd kunnen hebben en daarom geschikt om het op te nemen in zijn Entwurf-Katalog in 1776-1777. De latere delen (Credo, Sanctus plus Benedictus en het Agnus Dei) zijn later toegevoegd toen een, om onbekende reden, een volledige toonzetting van het Ordinarium noodzakelijk was. Ook is geopperd dat Haydn het werk in 1766 wel volledig heeft voltooid maar dat een deel ervan is vernietigd tijdens de brand in 1768 in Haydns huis, wat hem later noodzaakte de ontbrekende delen opnieuw te componeren of uit geheugen op te schrijven.
De bijnaam Cecilia zou een uitvoering kunnen doen vermoeden tijdens een van de vieringen van de Cecilia Congregatie in Wenen op de feestdag van de Heilige Cecilia op 22 november.

## Bestemming

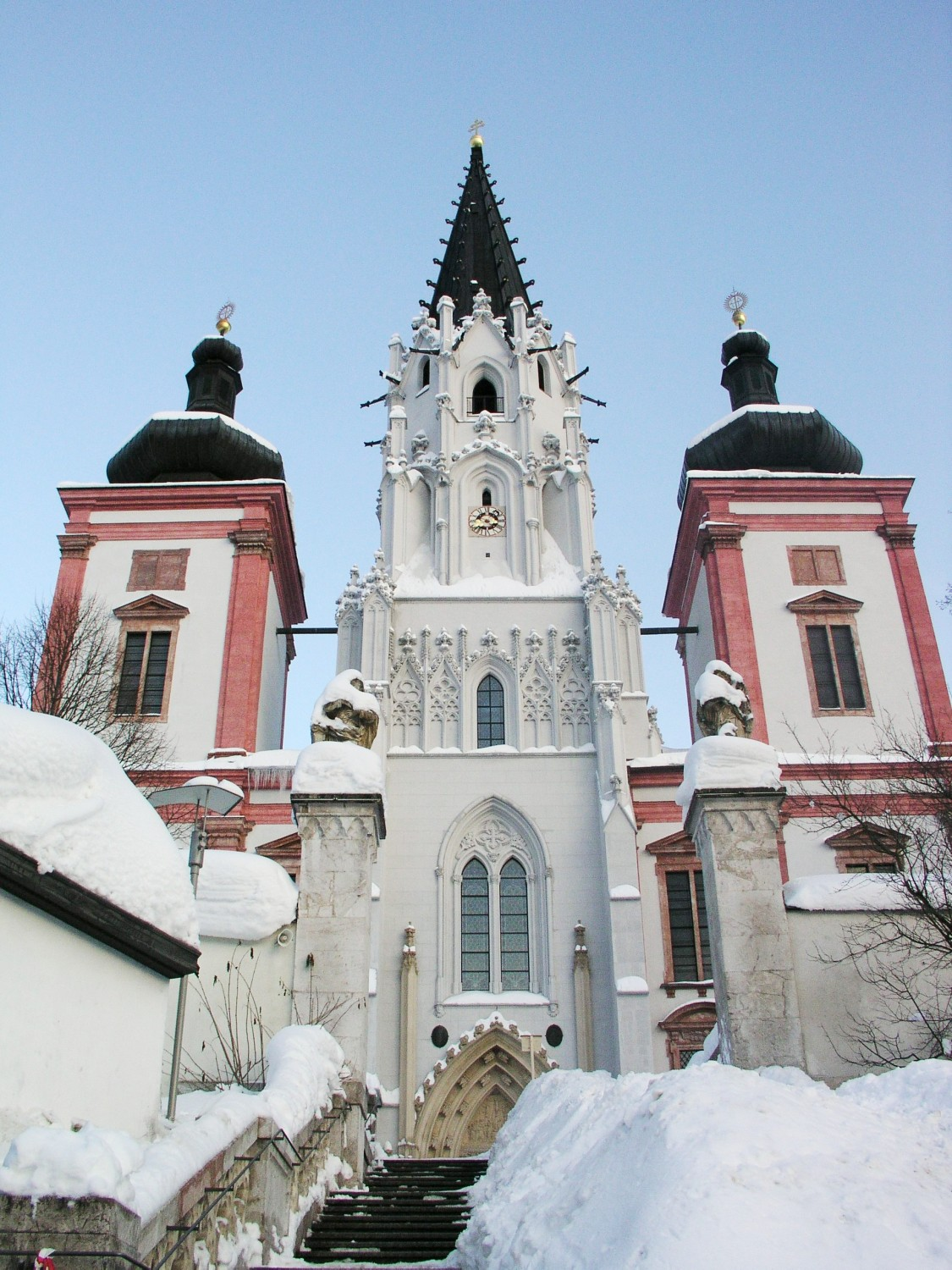
Basiliek van Mariazell

Haydns benoeming in 1766 tot hoofd muziek aan het hof van de Esterházy's (Kapellmeister) met verantwoordelijkheid voor zowel wereldlijke als geestelijke muziek, in combinatie met de traditie van de Esterházy's om op bedevaart naar Marizell te gaan, mede in verband met hun nauwe contacten met de Benedictijner priorij daar, kan aanleiding zijn geweest voor het schrijven van de mis. Een uitvoering van de mis in Mariazell zelf is gezien de geringe muzikale traditie is niet waarschijnlijk; eerder zal voorafgaand of na de bedevaart de mis in een van de grotere kerken van Wenen zijn uitgevoerd.
De Missa Cellensis in honorem BVM is een belangrijk werk voor de kennis van Haydn muzikale ontwikkeling, want het is het grootste werk uit de periode 1750-1766 dat intact is overgeleverd. Dit werk, aan het begin van Haydns Kapellmeisterschap, werd gevolgd door zijn Stabat Mater en diverse missen en kleinere religieuze werken zoals het Salve Regina in g.

## Compositie
Haydn mengt conventionele en moderne of modieuze vormen in de mis.
- Het Kyrie opent ingetogen met een largo, waarop direct een allegro volgt met opgewekte sterk versierende violen en onstuimige fanfares van trompetten begeleid door pauken. Anders is de sfeer van het Christe, een allegretto in a voor tenorsolo, waarin Haydn teruggrijpt op de Italiaanse kerkmuziek van de tweede helft van de 18e eeuw, zoals bijvoorbeeld in de imitaties tussen de eerste en tweede viool[1]. Het tweede Kyrie is een fuga in vivace tempo. De fuga als muziekvorm keert viermaal terug in de mis: de gebruikelijke aan het eind van het Gloria en het Credo, en minder voor de hand liggend in het Gratias en het Dona nobis pacem[7]
- Het Gloria, met bijna een half uur lengte het grootste deel van de mis, is onderverdeeld in een aantal aparte secties en ook hier een menging van conventioneel en modern:
  - Een stralende opening met het Gloria in excelsis deo door het koor (modern)
  - Het Laudamus te is een sterk versierde arie voor sopraan, in een conventionele vorm
  - Het Gratias, voor koor, is een langzame fuga in de oude stijl
  - Domine Deus is een groots opgezet trio voor alt, tenor en bas
  - Het Qui tollis is voor alt en koor en 'misschien het meest markante originele deel van het Gloria[1]
  - Quoniam is een schtterende heldere aria voor sopraan begeleid door het volledige orkest met trompetten en pauken
  - Het In gloria Dei Patris sluit het Gloria af met een groots opgezette fuga die met een forte afsluit.
- In het Credo wordt het bevestigende woord 'credo' (=ik geloof) verschillende malen herhaald. Een techniek die men ook bij Mozart vindt (in de Grosse Messe) en bij Beethoven (in de Missa Solemnis). Haydn kende de werkwijze van o.a. Antonio Caldara, Johann Joseph Fux, Ignaz Holzbauer en Georg Christoph Wagenseil. In Haydns mis wordt het steeds gezongen door de sopraan in zwierige zestienden. Het Credo is in drie delen, met een snelle opening, voor sopraan en koor en het Et incarnatus est voor tenor solo, gevolgd door een lang uitgewerkt Crucifixus. Een grote krachtige fuga voor het Et resurrexit voor sopraan en tenor met koor sluit het Credo af.
- Het Sanctus, kort voor koor, en het Benedictus, eveneens voor koor, zijn twee gescheiden delen. Het Benedictus, met partijen voor twee hoorns en fagot, heeft door zijn toonaard van c klein een streng karakter.
- Een krachtige fuga voor Dona nobis pacem sluit het Agnus Dei af

## Geselecteerde discografie
- Missa Cellensis, solisten, Collegium Musicum 90 o.l.v. Richard Hickox (met de Missa 'Sunt bona mixta malis')(Chandos, CHAN 0667)
- Missa Cellensis, solisten, The Choir of Christ Church Cathedral, Oxford en The Academy of Ancient Music o.l.v. Simon Preston (Decca – L'Oiseau lyre, 417 125-2)